# Karl Mücke
Karl Emil Mücke (né le 13 mars 1847 à Düsseldorf, mort le 27 avril 1923 dans la même ville) est un peintre allemand.

## Biographie

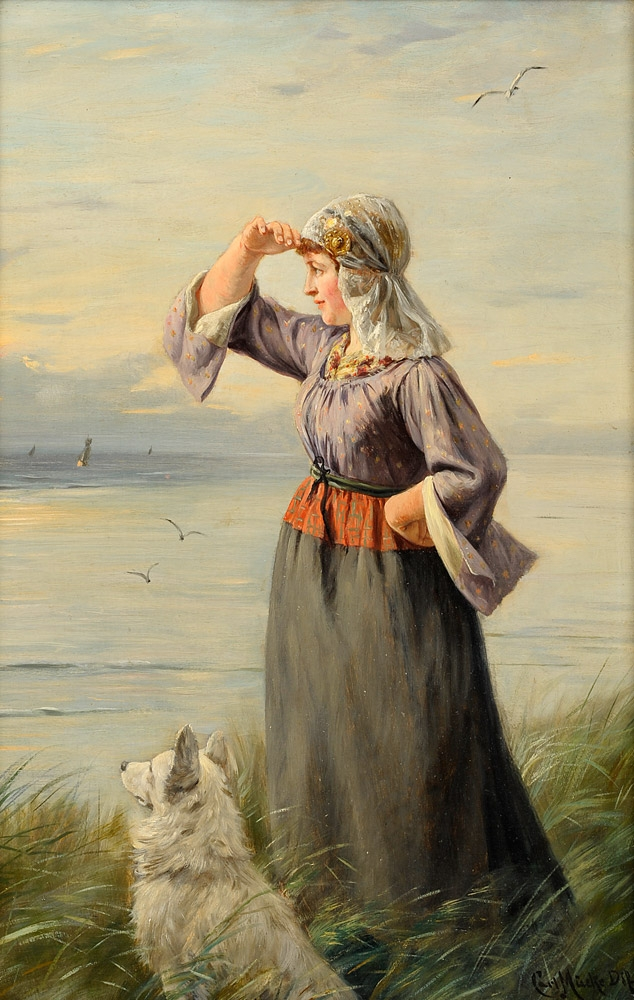
L'Attente de l'être cher

Karl Mücke est le fils du peintre Heinrich Mücke. Depuis 1844, son père est professeur d'anatomie à l'académie des beaux-arts de Düsseldorf. Il étudie dans cette académie de 1863 à 1870. Cependant il prend des cours privés auprès de Wilhelm Sohn. Son cousin Karl Rudolf Sohn, qui est aussi un étudiant privé là-bas, peint un portrait de Mücke en 1875. Comme son père et presque tous les peintres de Düsseldorf, Mücke rejoint l’association Malkasten. Entre les années 1870 et environ 1890, il séjourne souvent aux Pays-Bas, de 1877 à 1888 à Volendam, dans la Hollande-Septentrionale, où il trouve les motifs caractéristiques de sa peinture : des scènes de genre de Néerlandais dans des situations de la vie familiale quotidienne, souvent de femmes et d’enfants vêtus de costumes folkloriques, en compagnie de chiens et de chats, dans de vieux intérieurs hollandais ou au bord de la mer.